# اسیسا

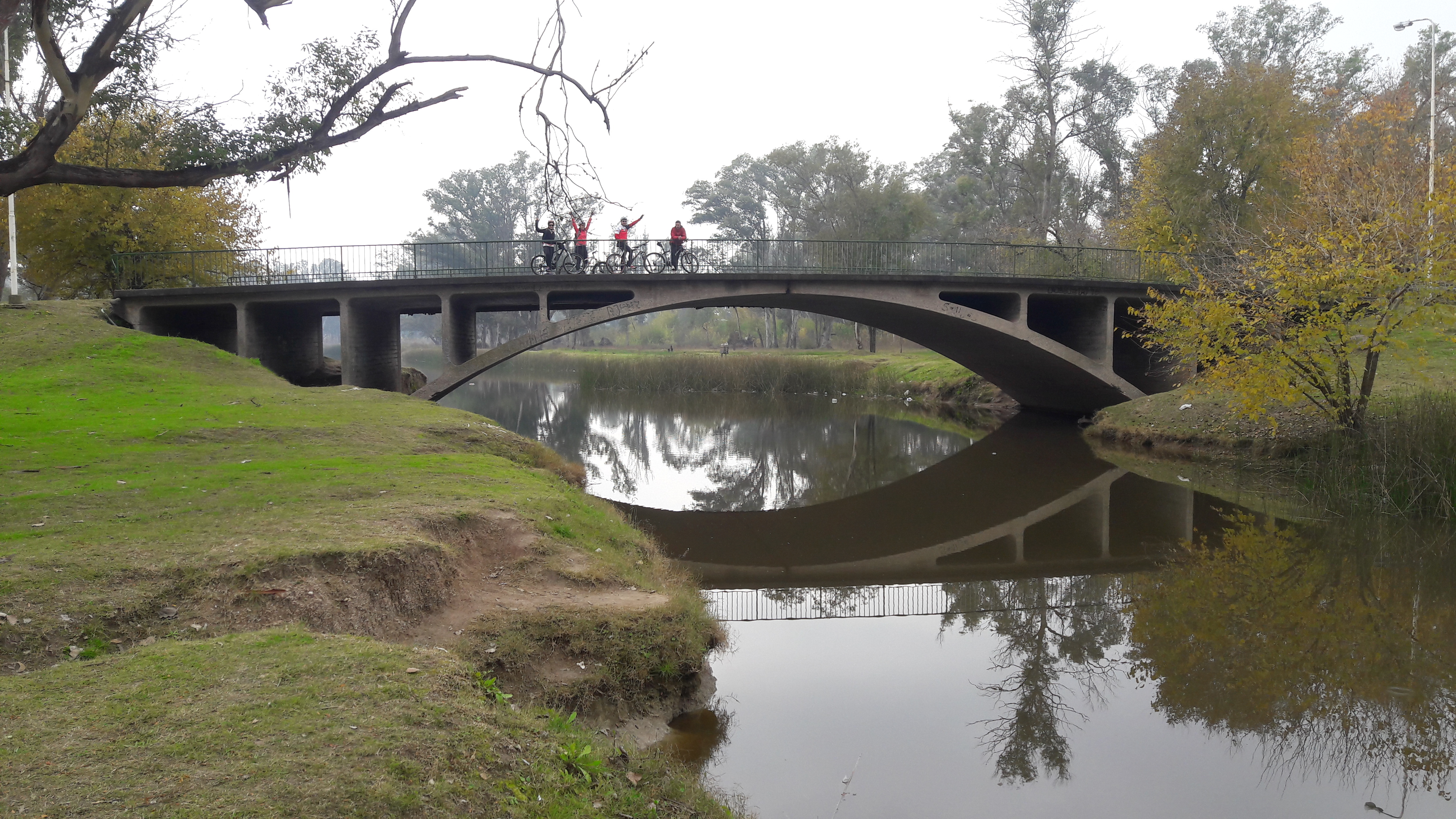
اسیسا، آرژانتین

اسیسا (به اسپانیایی: Ezeiza) شهری در کشور آرژانتین، استان بوئنوس آیرس است که در سال ۲۰۱۰ میلادی، حدود ۱۶۰.۲۱۹ نفر جمعیت داشته است.